# Przestęp biały
Przestęp biały (Bryonia alba L.) – gatunek roślin należących do rodziny dyniowatych. Występuje w Europie (Dania, Szwecja, Austria), a także w Iranie i Północnej Afryce. W Polsce był dawniej rośliną uprawianą (po raz pierwszy pojawił się ok. XVI w.), rozprzestrzenił się w środowisku, jako uciekinier z uprawy i obecnie jest rośliną pospolitą. Występuje na całym niżu i w niższych położeniach górskich. Status gatunku we florze Polski: kenofit, agriofit. Według biologów na obszarach chronionych jest rośliną niepożądaną jako gatunek obcego pochodzenia, konkurujący z gatunkami rodzimymi i wypierający je ze środowiska.

## Morfologia

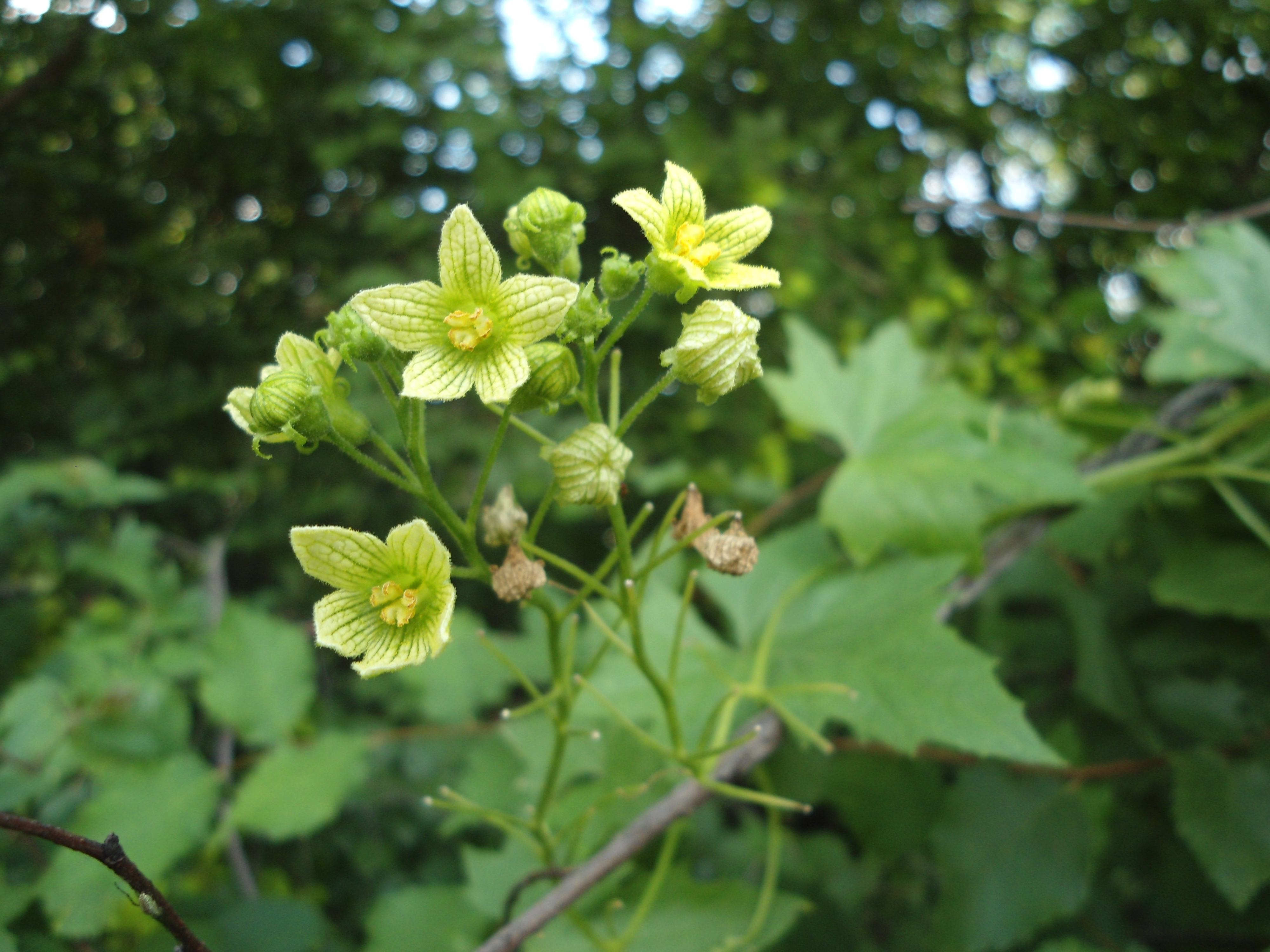
Kwiaty

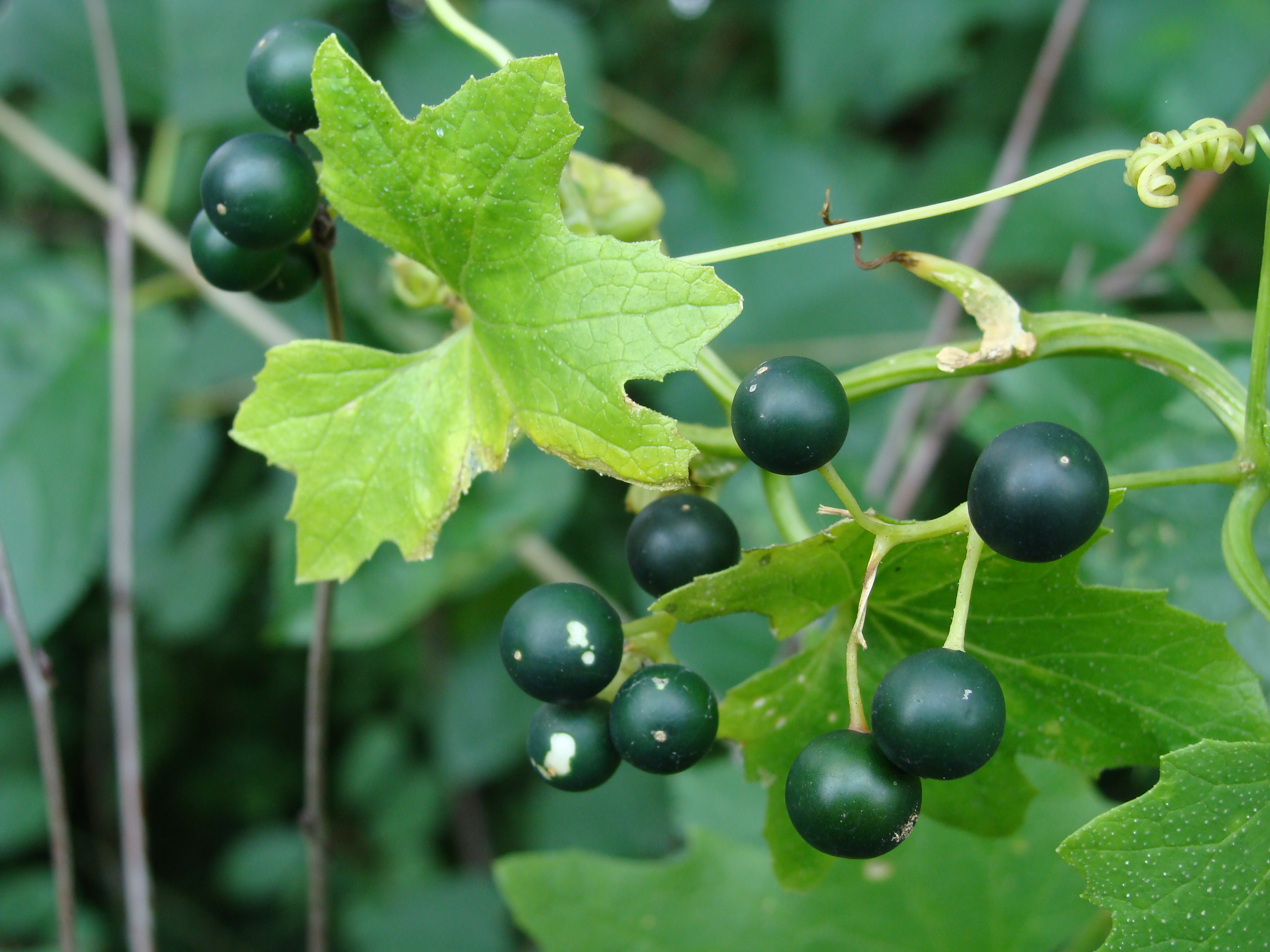
Owoce

ŁodygaPnąca się, o długości do 4 m, chwytająca się podpór czepnymi wąsami (będącymi przekształconymi liśćmi).
LiścieDuże, dłoniaste, 5-klapowe, na długich ogonkach, nagie.
KwiatyRoślina jednopienna o promienistych kwiatach. Kielich dzbaneczkowaty o 5 odchylonych ząbkach. Kwiaty męskie na długich szypułkach, zebrane w baldachokształtne wiechy. Kwiaty żeńskie o długości 9-10 mm wyrastają w pęczkach na krótkich szypułkach, mają nagie znamiona słupków, a ich korona ma taką samą długość, jak kielich. 5 płatków korony barwy jasnożółtej lub białej.
OwocCzarne jagody o wielkości podobnej do nasion grochu.
KorzeńZgrubiały burakowato, rozgałęziony, żółtej barwy.

## Biologia i ekologia
Bylina pnącze, hemikryptofit. Roślina owadopylna, kwitnie od czerwca do lipca. Rośnie w zaroślach, na przydrożach. Roślina ruderalna. Roślina trująca: Liście, owoce i korzenie są dość silnie trujące. Zawierają trujące glikozydy i saponiny, wywołujące ciężkie zapalenie układu pokarmowego objawiające się wymiotami i biegunką, wywołują też silne podrażnienia skóry. Przy dużych ilościach może spowodować nawet zatrzymanie oddechu.

## Zastosowanie
Roślina sadzona w ogrodach jako roślina ozdobna, używana do osłaniania nieefektownych elementów ogrodów.